# Lance Creek (Cheyenne River)
Der Lance Creek ist ein etwa 153 km langer, rechter Nebenfluss des Cheyenne River im Osten des US-Bundesstaates Wyoming.

## Verlauf
Der Lance Creek entspringt im südlichen Niobrara County, unmittelbar nördlich des Ortes Keeline und dem U.S. Highway 18 auf einer Höhe von rund 1610 m. Von dort fließt er in nordnordöstliche Richtung durch die Horseshoe Hills und folgt dem Wyoming Highway 270 bis nach Lance Creek. Bei Lance Creek unterquert der Fluss den Wyoming Highway 271 und erhält von links den Little Lightning Creek. Der Lance Creek mäandiert weiter durch die Great Plains nach Norden und erhält mit dem 145 km langen Lightning Creek von links seinen längsten Nebenfluss. Im weiteren Verlauf wendet sich der Fluss nach Osten und erhält mit Cow Creek, Dogie Creek und Buck Creek weitere größere Nebenflüsse. Im unteren Flussverlauf fließt von rechts der Old Woman Creek hinzu, bevor der Fluss nach insgesamt 153 km westlich der Mule Creek Junction auf einer Höhe von 1123 m in den Cheyenne River mündet.

## Hydrologie
Der Lance Creek ist als Nebenfluss des Cheyenne Rivers Teil des Einzugsgebietes des Missouri, der sich über den Mississippi in den Golf von Mexiko entwässert. Das Einzugsgebiet des Lance Creek umfasst ein Areal von etwa 5415 km² und grenzt an die Einzugsgebiete von Muddy Creek und Niobrara River im Süden, North Platte River im Südwesten, Cheyenne River im Nordwesten sowie Cottonwood Creek und Indian Creek im Osten. Der Abfluss am Pegel oberhalb der Mündung beträgt 0,72 m³/s, die größten Abflüsse finden sich in den Monaten Mai, Juni und Juli.

## Belege
1. 1 2 3 4 5  Lance Creek. In: Geographic Names Information System. United States Geological Survey, United States Department of the Interior (englisch).
2. ↑  USGS 06386000 LANCE CREEK NEAR RIVERVIEW, WY. Abgerufen am 12. September 2024.